# Aleksandra Schuller
Aleksandra Schuller, slovenska literarna komparativistka, raziskovalka uprizoritvenih umetnosti, režiserka, performerka in izvajalka umetnostne terapije, * 23. december 1972, Slovenj Gradec
Predava na Oddelku za antropologijo in kulturne študije Fakultete za humanistične študije Univerze na Primorskem v Kopru.
Področja dela: uprizoritveni študiji, uprizoritvene umetnosti, umetniške prakse, umetnostne terapije (glasbena, likovna, dramska, plesno-gibalna in integrativna/intermodalna umetnostna terapija), ustvarjalne supervizije, analitična psihologija/jungovska analiza, pomoč z umetnostjo, študiji performansa, študiji telesa, raziskave povezav med ustvarjalnostjo in čuječnostjo, uporaba umetnostnih izraznih sredstev za ustvarjalno samoraziskovanje in osebni razvoj.  

## Dela
- Schuller, Aleksandra (2006). "Art as Vehicle: Performing Arts and Arts Therapies between Ritual and Aesthetics". V: Scoble, Sarah (ur.). European Arts Therapy: Grounding the Vision to Advance Theory and Practice. Plymouth: University of Plymouth Press, str. 179-185. ISBN 1-84102-164-4.
- Schuller, Aleksandra (2006). Ženske dramske osebe in ženska bivanjska perspektiva v drami: Doktorska disertacija. Ljubljana: Filozofska fakulteta.